# Trim (circoscrizione elettorale)
Trim era una circoscrizione elettorale dell'Irlanda britannica nella contea omonima. Essa ebbe stabilmente due membri nella Camera dei Comuni d'Irlanda.

## Membri del parlamento
- Sessione parlamentare 1542
- Patrick Barnwell, 1640

### 1692–1801
| Elezione      |  | Primo membro                       | Primo partito          |  | Secondo membro | Secondo partito |
| ------------- |  | ---------------------------------- | ---------------------- |  | -------------- | --------------- |
| 1692          |  | Stafford Lightbourne               |                        |  | Garret Wesley  |                 |
| 1695          |  | Stafford Lightbourne               | William Napper         |  |                |                 |
| 1697          |  | Robert Johnson                     | William Napper         |  |                |                 |
| 1703          |  | James Napper                       | William Napper         |  |                |                 |
| 1709          |  | James Napper                       | John Bligh             |  |                |                 |
| 1713          |  | Richard Ashe                       |                        |  | Thomas Jones   |                 |
| 1715          |  | John Perceval                      |                        |  | John Keating   |                 |
| 1717          |  | John Perceval                      | Robert Perceval        |  |                |                 |
| 1719          |  | Thomas Carter                      | Robert Perceval        |  |                |                 |
| 1727          |  | Garret Wesley                      |                        |  | Richard Ashe   |                 |
| 1728          |  | Garret Wesley                      | John Wade              |  |                |                 |
| 1729          |  | Richard Wesley                     | John Wade              |  |                |                 |
| 1735          |  | Richard Wesley                     | Joseph Ashe            |  |                |                 |
| 1747          |  | Chichester Fortescue               | Joseph Ashe            |  |                |                 |
| 1757          |  | Hon. Garret Wesley                 | Joseph Ashe            |  |                |                 |
| 1758          |  | William Francis Crosbie            | Joseph Ashe            |  |                |                 |
| 1761          |  | Robert Perceval                    |                        |  | John Pomeroy   |                 |
| 1768          |  | Thomas Fortescue                   |                        |  | John Pomeroy   |                 |
| 1780          |  | Richard Wesley, visconte Wellesley |                        |  | John Pomeroy   |                 |
| 1781          |  | William Arthur Crosbie             |                        |  | John Pomeroy   |                 |
| 1783          |  | Hon. William Wesley                |                        |  | John Pomeroy   |                 |
| 1790          |  | Hon. Arthur Wesley                 |                        |  | John Pomeroy   |                 |
| 1791          |  | Hon. Arthur Wesley                 | Hon. Clotworthy Taylor |  |                |                 |
| febbraio 1795 |  | Hon. Arthur Wesley                 | Hon. Henry Wellesley   |  |                |                 |
| 1795          |  | Hon. Arthur Wesley                 | William Arthur Crosbie |  |                |                 |
| 1798          |  | Sir Chichester Fortescue           | William Arthur Crosbie |  |                |                 |